# António Bernardo da Costa Cabral

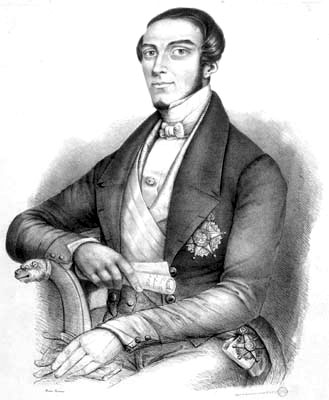
António Bernardo da Costa Cabral.

António Bernardo da Costa Cabral, greve av Thomar, född 9 maj 1803, död 1 september 1889, var en portugisisk greve och politiker.
Costa Cabral invaldes i deputeradekammaren 1835, och anslöt sig där först till det radikala partiet men närmade sig efter hand högern och ledde den lyckade konservativa statskuppen 1842. Han var 1844-1846 och 1849 premiärminister, men störtades båda gångerna genom revolutioner.